# Rivo Gesellschaft für Verkehrsmittel
Die Rivo Gesellschaft für Verkehrsmittel mbH war ein deutscher Hersteller von Automobilen.

## Geschichte
Das Unternehmen aus Schwäbisch Gmünd begann 1921 mit der Produktion von Automobilen. Der Markenname lautete Rivo, abgeleitet aus dem Namen des Erbauers Richard Vogt. Ein Fahrzeug wurde 1921 auf der Berliner Automobilausstellung präsentiert. Im gleichen Jahr endete die Produktion. Die Fahrzeuge erregten aufgrund ihrer Konstruktion großes Aufsehen, konnten aber nur in geringer Stückzahl abgesetzt werden.

## Fahrzeuge
Das einzige Modell war ein vierrädriger Kleinwagen. Die Besonderheit war der Antrieb. Im Heck der Fahrzeuge befand sich eine schräg nach oben gerichtete Schraubenachse, also Luftschraubenantrieb. Somit gab es keinen Antrieb auf eine Achse.